# Héliogabale (pel·lícula)
Héliogabale, l'orgie romaine (comercialitzada en anglès com A Roman Orgy) és una pel·lícula muda francesa escrita i dirigida per Louis Feuillade i estrenada el 24 de novembre de 1911. Fou produïda per Société des Etablissements L. Gaumont. Hi ha una còpia a l'Eye Filmmuseum dels Països Baixos.

## Sinopsi
L'emperador Elagàbal viu en el luxe de la seva cort, envoltat de cortesanes que intenten cridar la seva atenció fent gala de les seves belleses. Però la seva crueltat es manifesta amb cada petit contratemps: un nen esclau que cuida els seus peus és condemnat a ser menjat pels lleons perquè, sense voler, li va causar un lleuger dolor. Mentre la cort continua en les seves bacanals, els lleons envaeixen la sala; en l'estampida general, Elagabal és abandonat per tothom. Apareixen els pretorians i, malgrat les seves súpliques, el maten sense pietat i després li tallen el cap que es posa en una pica.

## Repartiment
- Jean Aymé : Héliogabale
- Louise Lagrange
- Luitz-Morat
- Léonce Perret
- Renée Carl
- Edmond Bréon